# Corina Coaraci
Corina Coaraci, nascida Corina Alberta Henriqueta Lawe de Vivaldi (Kansas City, 18 de abril de 1859 – Nova Orleans, 21 de março de 1892) foi uma jornalista e tradutora brasileira, nascida nos Estados Unidos.
Colunista e correspondente de vários periódicos brasileiros e norte-americanos, Corina era envolvida com o movimento abolicionista e feminista. Ela preconizava a ampliação legal dos direitos civis e políticos da mulher, equiparando seus direitos aos dos homens. 
Corina fugiu da poesia, gênero mais comum da escrita feminina no século XIX, engajando-se em resenhas, crônicas e artigos sobre fatos e personalidades culturais, principalmente sobre episódios e acontecimentos da vida do Rio de Janeiro. Escrevia com vários pseudônimos: Condessa Augusta, Froufrou, Léo Leone, ou simplesmente C.

## Biografia
Corina nasceu em Kansas City, no Missouri, em 1858. Era filha da norte-americana Mary Frances Lawe (1821-1885) e do jornalista brasileiro, de Jurujuba (Niterói), Carlos Francisco Alberto de Vivaldi (1824-1902). Seus primeiros anos da infância transcorreram entre os Estados Unidos e Brasil. Em 1861, veio para o Brasil com a família, quando seu pai fora nomeado pelo presidente Abraham Lincoln como cônsul dos Estados Unidos em Santos.
Em 1866, retornou com a mãe para seu país natal, onde estudou em Wisconsin. retornando em 1869 e fixando residência com a família no Rio de Janeiro, onde seu pai se engajou em vários periódicos. Corina estudou no Colégio Brasileiro, um dos principais estabelecimentos de ensino feminino na época, dirigido pela educadora Florinda Fernandes. Ótima aluna, concluiu o curso com medalha de ouro em 1874.
Além da educação formal, estudou idiomas, literatura, pintura, música e canto. Dotada de uma voz meio-soprano, Corina era convidada para participar de concertos beneficentes, muitos realizados em prol da campanha abolicionista. Seu pai costumava realizar saraus em sua residência, na Rua do Riachuelo, no centro do Rio de Janeiro, frequentados por escritores, jornalistas, músicos e pintores. Em um destes saraus, ela conheceu seu futuro marido, Visconti Coaraci, escritor, dramaturgo, jornalista e membro do Conservatório Dramático do Rio de Janeiro.
Em 15 de junho de 1880, casou-se com Visconti após forte resistência de sua mãe, já que o noivo era 20 anos mais velho que Corina. O casal teve apenas um filho, Vivaldo Coaracy, engenheiro, jornalista e escritor e se estabeleceu no Rio de Janeiro, onde Corina era ativa na campanha abolicionista, participando de comissões cuja finalidade era angariar fundos para a libertação dos escravizados.
Começou a trabalhar como jornalista em 1875, colaborando em jornais fundados por seu pai no Rio de Janeiro, como o Ilustração do Brasil (1876-1880), escrevendo tanto em inglês quanto em português. Em 1877, passou a dirigir a Ilustração Popular, versão destinada à uma camada mais humilde da população brasileira e versão popular da Ilustração do Brasil. Foi correspondente do Arauto, um jornal bimestral publicado pela Editora Vozes de Petrópolis, que continha artigos de reflexão e resenhas dos lançamentos da editora. No jornal Folha Nova, da capital fluminense, mantinha a coluna "Modos e Modas / Usos e Costumes" e escrevia com regularidade para o Gazetinha, também do Rio de Janeiro.
Foi correspondente especial do The New York Herald (1888-1889), onde publicou uma série de artigos sobre o movimento republicano brasileiro, sempre assinados com a informação "do correspondente". José do Patrocínio descobriu sua identidade e a convidou a entrar para a redação do Cidade do Rio (1888), onde passou a escrever a coluna semanal "A Esmo". Depois escreveu para o Correio do Povo (1890-1891), dirigido por Alcindo Guanabara, e, depois, para O País.

## Últimos anos e morte
Para tratar de interesses da família, Corina foi para os Estados Unidos em 1891 e na qualidade de correspondente de O País, enviou seus últimos trabalhos para o periódico, uma série de crônicas chamada "No país dos dólares".
Em Nova Iorque, corina adoeceu, tendo sido aconselhada pelos médicos a se mudar para o sul do país, um lugar de clima mais ameno, para se recuperar. Corina se estabeleceu em Nova Orleans, onde morreu em 23 de março de 1892, aos 32 anos, devido a uma embolia cerebral.
Sobre sua morte, O jornal Gazeta de Notícias, de 2 de maio de 1892, um mês depois de sua morte, lamentou:
| “ | A imprensa e as letras brasileiras não podem deixar de sentir a falta daquela moça tão distinta, tão inteligente, que a morte, para ser mais cruel, foi arrebatar longe das nossas plagas. | ” |